# المغارب (العدين)

تعديل مصدري - تعديل

المغارب محلة تابعة لقرية الخصيفا، التابعة لعزلة قصل بمديرية العدين إحدى مديريات محافظة إب في الجمهورية اليمنية.، بلغ تعداد سكانها 62 حسب تعداد اليمن لعام 2004.